# Sunsplash
Sunsplash One Life Festival 2011, ou simplesmente Sunsplash Festival, é um festival internacional de música reggae, que roda em turnê pelo Brasil no ano de 2011, conta com a participação de Big Mountain, Calton Coffie, Papa Winnie, Pato Banton, Duane Stephenson, Ky-Mani Marley e The Wailers.
Este é considerado o maior festival de música reggae da América Latina.